# Just Who Is the 5 O'Clock Hero?
«Just Who Is the 5 O'Clock Hero?» es un sencillo del grupo británico The Jam publicado el 3 de julio de 1982 e incluido en el sexto álbum de estudio de la banda llamado The Gift. Contrariamente a la creencia popular el sencillo no fue publicado en el Reino Unido sino que lo hizo en los Países Bajos, a pesar de ello el sencillo alcanzó el puesto número 8 en el UK Singles Chart el 11 de junio de 1982 gracias a las importaciones que realizaron las tiendas especializadas.
El sencillo se publicó con dos caras B, una versión de la canción War de Edwin Starr y la canción The Great Depression compuesta por Paul Weller.
- Datos: Q2878920